# 渡真利克則
渡真利 克則（とまり かつのり、1962年8月23日 - ）は、沖縄県平良市（現：宮古島市）出身の元プロ野球選手、元審判員。

## 来歴・人物
中学時代は野球部と陸上部を兼部。興南高入学時は投手だったが、三塁手に転向。1980年の夏の甲子園に出場する。2年生エース竹下浩二を擁し、五番打者として準々決勝に進出するが、この大会に準優勝した早稲田実の荒木大輔投手に完封を喫した。この大会第9号の本塁打を放ち、高校同期の四番打者、金城博和外野手とともに右の長距離砲として注目を浴びる。
同年のプロ野球ドラフト会議で阪神タイガースから2位指名を受け入団。

### プロ野球選手時代
プロ入り後は期待されるが伸び悩み、二軍暮らしが長かった。
1985年10月には3試合に左翼手、六番打者として先発出場。10月16日、セントラルリーグ優勝決定の試合（対ヤクルトスワローズ24回戦／明治神宮野球場）ではランディ・バースの代走から一塁手として途中出場、10回裏2死の場面で角富士夫の投手ゴロを処理した中西清起からの送球を受けて試合が終了した（5-5の引き分け）ため、優勝ボールを掴んだ選手として阪神の球団史に名を刻んだ。同年の西武ライオンズとの日本シリーズでも、第4戦の9回二死から代打として起用されるが二塁ゴロに終わる。
1987年には一軍に定着、不調の佐野仙好に代り、8月後半から左翼手の定位置を確保し、六番打者として起用される。その後も主に左腕投手を相手に外野手、一塁手の準レギュラーとして活躍。
1989年には打率.301の好記録を残す。
1990年は出場機会が減少。同年オフに4対5の大型トレードで池田親興、大野久、岩切英司と共にダイエーに移籍。
1991年は指名打者、一塁手として9試合に先発出場、うち7試合には三番打者として起用される。
1992年には出場機会がなく、同年限りで現役を引退。

### プロ野球審判員時代
1993年よりセ・リーグ審判員となる。同じセ・リーグ審判の橘高淳は、現役時代阪神の同期生。
若い頃から評価は高く、出場試合数も重ねていた、安定したジャッジと時に優しく対応する当時の審判員としてはあまり居ない存在であったが、元々そこまで体は強くない審判員の一人でもあり、2003年9月2日の広島対阪神戦で球審を務めていたが試合中に突然倒れて途中交代した。この時は控え審判員の谷博が2塁へ、2塁塁審だった上本孝一が球審にそれぞれ廻った。
2005年5月にも原因不明の病気で長期離脱し、復帰が同年シーズン最終盤の10月にまでずれ込んだ。
球審を担当していた2006年4月21日の巨人対阪神戦で、阪神先発の井川慶が巨人小坂誠に5球目を投げようとしたとき、捕手の矢野輝弘に向かって覆いかぶさるように倒れ途中交代した。試合は、控え審判員の有隅昭二が3塁へ、3塁塁審の井野修が球審にそれぞれ廻り、続行された。渡真利は担架で運ばれ退場し、そのまま緊急入院したが翌日には退院した。
原因は不整脈といわれているが、精密検査では異常は見られなかった。結局、倒れた当該試合が審判員としての最後の担当試合となった。セントラル野球連盟は渡真利の体調が近年安定しないこと等を考慮し、2007年1月1日付で、渡真利を審判部から連盟関西事務所職員とする人事異動を発令した。渡真利は不整脈治療の手術も受けて審判復帰を目指したものの、最終的に断念した。

### 現在
人事異動が発令されてから、事務員として3年ほど関西事務室において勤務していたが、「やはりグラウンドで仕事がしたい」という思いが強くなり、また体調も安定してきたこともあり、一念発起して2009年限りでセントラル野球連盟を退職すると共に2010年から阪神園芸に再就職し、整備課の主任として鳴尾浜球場の整備を主に担当している。
阪神園芸への再就職後は、「阪神タイガースOBジュニアベースボールスクール」の講師を務めたことがある。

## 詳細情報

### 年度別打撃成績
| 年 度     | 球 団     | 試 合 | 打 席 | 打 数 | 得 点 | 安 打 | 二 塁 打 | 三 塁 打 | 本 塁 打 | 塁 打 | 打 点 | 盗 塁 | 盗 塁 死 | 犠 打 | 犠 飛 | 四 球 | 敬 遠 | 死 球 | 三 振 | 併 殺 打 | 打 率 | 出 塁 率 | 長 打 率 | O P S |
| --------- | --------- | ----- | ----- | ----- | ----- | ----- | -------- | -------- | -------- | ----- | ----- | ----- | -------- | ----- | ----- | ----- | ----- | ----- | ----- | -------- | ----- | -------- | -------- | ----- |
| 1984      | 阪神      | 9     | 3     | 3     | 2     | 0     | 0        | 0        | 0        | 0     | 0     | 0     | 0        | 0     | 0     | 0     | 0     | 0     | 1     | 0        | .000  | .000     | .000     | .000  |
| 1985      | 阪神      | 38    | 33    | 31    | 6     | 8     | 1        | 0        | 0        | 9     | 0     | 1     | 0        | 0     | 0     | 0     | 0     | 2     | 7     | 0        | .258  | .303     | .290     | .593  |
| 1986      | 阪神      | 8     | 10    | 9     | 1     | 1     | 0        | 0        | 0        | 1     | 0     | 0     | 0        | 0     | 0     | 1     | 0     | 0     | 4     | 1        | .111  | .200     | .111     | .311  |
| 1987      | 阪神      | 43    | 141   | 137   | 17    | 37    | 6        | 1        | 5        | 60    | 17    | 3     | 0        | 1     | 1     | 0     | 0     | 2     | 25    | 4        | .270  | .279     | .438     | .717  |
| 1988      | 阪神      | 52    | 118   | 113   | 6     | 28    | 4        | 0        | 1        | 35    | 6     | 0     | 0        | 0     | 0     | 3     | 0     | 2     | 15    | 3        | .248  | .280     | .310     | .589  |
| 1989      | 阪神      | 71    | 130   | 123   | 14    | 37    | 4        | 1        | 4        | 55    | 13    | 0     | 0        | 2     | 0     | 3     | 0     | 2     | 23    | 2        | .301  | .328     | .447     | .775  |
| 1990      | 阪神      | 28    | 41    | 38    | 3     | 4     | 0        | 0        | 2        | 10    | 4     | 0     | 0        | 0     | 1     | 2     | 0     | 0     | 10    | 2        | .105  | .146     | .263     | .409  |
| 1991      | ダイエー  | 19    | 42    | 40    | 6     | 11    | 1        | 1        | 2        | 20    | 7     | 0     | 1        | 0     | 0     | 2     | 0     | 0     | 10    | 1        | .275  | .310     | .500     | .810  |
| 通算：8年 | 通算：8年 | 268   | 518   | 494   | 55    | 126   | 16       | 3        | 14       | 190   | 47    | 4     | 1        | 3     | 2     | 11    | 0     | 8     | 95    | 13       | .255  | .282     | .385     | .666  |

### 記録
- 初出場：1984年6月12日、対中日ドラゴンズ9回戦（阪神甲子園球場）、5回裏に野村収の代打として出場
- 初安打：1985年4月22日、対中日ドラゴンズ3回戦（ナゴヤ球場）、5回表に益山性旭の代打で出場、杉本正から
- 初盗塁：1985年8月30日、対横浜大洋ホエールズ19回戦（阪神甲子園球場）、8回裏に二盗（投手：広瀬新太郎、捕手：市川和正）
- 初先発出場：1985年10月17日、対ヤクルトスワローズ25回戦（明治神宮野球場）、6番・左翼手として先発出場
- 初打点：1987年8月19日、対ヤクルトスワローズ19回戦（明治神宮野球場）、3回表に伊東昭光から
- 初本塁打：1987年8月20日、対ヤクルトスワローズ20回戦（明治神宮野球場）、6回表に荒木大輔から2ラン

### 背番号
- 62 （1981年 - 1987年）
- 29 （1988年 - 1990年）
- 38 （1991年 - 1992年）

### 審判員袖番号
- 39 （1993年 - 2003年）
- 5  （2004年 - 2006年）